# ضريح ميرزا أمين التجار مشهدي
ضريح ميرزا أمين التجار مشهدي (بالفارسية: آرامگاه میرزا امین التجار مشهدی) هو ضريح تاريخي يعود إلى القاجاريون، ويقع في سبزوار.